# Lasith Malinga
Separamadu Lasith Malinga (* 28. August 1983 in Galle, Sri Lanka) ist ein ehemaliger sri-lankischer Cricketspieler, der als Bowler in der zwischen 2004 und 2020 für die sri-lankischen Cricket-Nationalmannschaft spielte und zwischen 2014 und 2015 ihr Kapitän war. Mit dem sri-lankischen Team gewann er den ICC World Twenty20 2014 und konnte für das Finale des Cricket World Cup 2007, Cricket World Cup 2011 und ICC World Twenty20 2012 qualifizieren. Bekannt wurde er durch seinen besonderen Bowlingstil und gilt als einer der besten Limited-Overs-Bowler aller Zeiten.

## Kindheit und Ausbildung
Malinga wuchs in Rathgama auf, einem Dorf nahe der Stadt Galle. In seiner Kindheit spielte er häufig mit einem Tennisball, auf das er später seinen Bowling-Stil zurückführte. Er ging auf das Mahinda College und wurde dort im Cricket spielen gefördert. Er wurde vom Galle Cricket Club bei einer Talentsichtung entdeckt und verpflichtet.

## Zeit als Aktiver

### Die Anfänge
Sein First-Class-Debüt gab er in der Saison 2001/02 für Galle. gegen Colombo Cricket Club.
Sein Debüt für die Nationalmannschaft hatte er auf der Tour in Australien in 2004, bei der ihm in den beiden Tests 10 Wickets gelangen. Daraufhin wurde er für den Asia Cup 2004 nominiert, wo er in drei Spielen eingesetzt wurde und den er mit Sri Lanka gewinnen konnte. Auf der Folgenden Tour gegen Südafrika spielte er ein Test und ein ODI. In 2005 spielte er vorwiegend Test-Cricket. Höhepunkt waren 9 Wickets (4/130 & 5/80) die er im ersten Test in Neuseeland erzielte und damit als Spieler des Spiels ausgezeichnet wurde.
Ab 2006 war er auch vermehrt Teil des ODI-Teams. Unter anderem erzielte er in England 11 Wickets in der ODI-Serie, davon 4 im letzten Spiel. Beim ICC Champions Trophy 2006 konnte er 11 Wickets für das Team erzielen und war damit drittbester Bowler des Turniers. Seine beste Bowling-Leistung im Test-Cricket in dem Jahr gelang ihm zum Jahresende in Neuseeland, als er im zweiten Test 5 Wickets für 68 Runs im ersten Innings erzielte.

### Durchbruch beim Cricket World Cup 2007
Seinen endgültigen Durchbruch erzielte er beim Cricket World Cup 2007. Im Super 8 Spiel gegen Südafrika war Sri Lanka kurz vor einer Niederlage, als Südafrika nur noch 4 Runs benötigte und fünf Wickets in der Hand hatte. Daraufhin erzielte Malinga 4 Wickets in 4 Bällen, einem sogenannten Doppel-Hattrick und verfehlte mit einem fünftn Ball nur knapp das Wicket. Zwar konnte Südafrika das Spiel dennoch gewinnen, jedoch war Malinga dem als erstes dieser Erfolg für einen Bowler im ODI-Cricket gelang der in dem Spiel Geschichte schrieb. Beim Finaleinzug der Sri-Lanker konnte er insgesamt 18 Wickets im Turnier erzielen und war damit einer der wichtigen Stützen seines Teams. Bei der ersten Austragung der ICC World Twenty20 in Südafrika in 2007 erreichte er mit dem Team die Zwischenrunde und sein bestes Ergebnis im Bowling waren 3 Wickets für 43 Runs gegen Pakistan. Auf der folgenden Tour gegen England gelangen ihm nur mäßige Leistungen.

### Verletzung und ihre Folgen
Im Februar 2008 bei einem Drei-Nationen-Turnier in Australien zog er sich eine chronische Knieverletzung zu, die seine Zukunft maßgeblich bestimmen sollte. So spielte er in den nächsten zwei Jahren keine Tests und nur 19 der 51 möglichen ODIs. Beim Turnier gelang ihm als beste Bowling-Leistung ein vier Wickets für 47 Runs gegen Australien.
Beim ICC World Twenty20 2009 stellte er in der Vorrunde mit 3 Wickets für 36 Runs, zusammen mit Ajantha Mendis der ebenfalls 3 Wickets bowlte, sicher, dass Australien ausschied. In der Zwischenrunde setzte Pakistan zur Jagd auf die Vorlage von Sri Lanka an, doch Malinga unterband dies mit entscheidenden Wickets und erzielte 3 Wickets für 17 Runs. Ähnliches gelang ihm mit 2 Wickets für 18 Runs gegen Irland. Nachdem das Team Zwischenrunde und Halbfinale gewonnen hatte, traf es im Finale auf Pakistan, doch dort konnte Malinga keinen Durchbruch erzielen und so verlor man das Spiel. Bei einem heimischen Drei-Nationen-Turnier im September 2009 gelangen ihm gegen Neuseeland 4 Wickets für 28 Runs.
Beim ICC World Twenty20 2010 im Mai 2010 in den West Indies waren vor allem seine 3 Wickets für 28 Runs gegen den Gastgeber in der Zwischenrunde entscheidend, dass sich das Team für das Halbfinale qualifizierte, wo man gegen England scheiterte. Beim folgenden Asia Cup 2010 konnte er mit 5 Wickets für 34 Runs gegen Pakistan entscheidende Punkte setzen, so dass man sich für das Finale qualifizierte. Dort wurde er gegen Indien zu den falschen Zeitpunkten eingesetzt und Sri Lanka verlor das Spiel.

### Rücktritt vom Test-Cricket
Auf der Tour gegen Indien in 2010 drängte ihn das Team Management wieder ins Test-Team zurückzukehren und so spielte er zwei Tests. Im ersten konnte er nicht nur 5 Wickets für 50 Runs im Bowling erzielen, sondern schaffte mit einem Half-Century über 64 Runs auch das einzig nennenswerte Batting-Ergebnis seiner Test-Karriere. Er hätte noch die Chance auf mehr Wickets gehabt, doch Kapitän Kumar Sangakarra schritt ein um Muttiah Muralitharan sein 800. Karriere-Wicket zu ermöglichen. Er wurde als Spieler des Spiels ausgezeichnet.
Seinen nächsten wichtigen Auftritt hatte er beim Cricket World Cup 2011. Im Gruppenspiel gegen Kenia gelang ihm als erster Spieler sein zweiter World Cup Hattrick. Mit der dortigen Bowling-Leistung von 6 Wickets für 38 Runs wurde er zum Spieler des Spiels ausgezeichnet. Im Halbfinale gegen Neuseeland gelangen ihm drei (3/55) wichtige Wickets in kritischen Momenten, die Sri Lanka halfen das Finale zu erreichen. Dort trafen sie auf Indien, und trotz einer starken Leistung, bei der er 2 der 4 Wickets für Sri Lanka gegen die Eröffnungs-Batsmen Virender Sehwag und Sachin Tendulkar erzielte, reichten seine 2/42 nicht aus, um seinem Team den Titel zu ermöglichen. Nach der Finalniederlage sagte er dem sri-lankischen Staatsfernsehen, dass dies sein letztes Weltmeisterschaftsspiel gewesen sei, erklärte aber später, dass er weiter für Limited-Overs Cricket zur Verfügung stehe, jedoch keine Tests mehr spielen würde. Insgesamt hatte er 13 Wickets während des Turniers erzielt.
Für die Mumbai Indians in der Indian Premier League 2011 wurde er mit 28 Wickets bester Bowler. Auf der Tour in England erzielte er im ersten ODI nicht nur 3 Wickets für 40 Runs, sondern auch 26 Runs als batman, eine seiner besseren Schlagleistungen seiner Karriere. Abseits davon war die Tour wenig erfolgreich für ihn. In einem direkt daran anschließenden Drei-Nationen-Turnier in Schottland konnte er gegen den Gastgeber 5 Wickets für 30 Runs erzielen. Auch im dritten ODI der Tour gegen Australien konnte er mit einem 5-Wicket-Haul (5/28) herausragen. Gleiches gelang ihm zum Jahresanfang 2012 in Südafrika im dortigen ersten ODI mit 5 Wickets für 54 Runs.
Beim ICC World Twenty20 2012 waren es vor allem die 5 Wickets für 31 Runs gegen England in der Zwischenrunde, mit denen er Aufsehen erregte. Diese Leistung sicherte dem Team den Einzug ins Halbfinale. Dort und im Finale gelangen ihm jedoch keine Wickets, wobei er im Finale gegen die West Indies mehrmals dafür bestraft wurde nur leichte Ungenauigkeiten bei seinen Yorkern zu fabrizieren und so das Spiel verloren wurde. Ab 2012 galt auch eine neue Regel, so dass es nun im ODI-Cricket zwei Bälle gab, mit denen gespielt wurde und Malinga adaptierte seine Technik entsprechend, da nun ein Reverse Swing nicht mehr für das Team erreichbar war. So reduzierte er die Geschwindigkeit seiner Bälle von vormals konstant um die 145 km/h auf etwa 135 km/h und war damit ebenso erfolgreich, konnte jedoch die Belastung für seinen Körper reduzieren. Beim ICC Champions Trophy 2013 konnte er in der Vorrunde gegen Neuseeland diese an den Rand einer Niederlage bringen, als seine 4 Wickets für 34 Runs zu spät kamen und letztendlich ein Wicket fehlte.

### Gewinn der World Twenty20 2014 und Kapitänsrolle
Der Asia Cup 2014 konnte durch Sri Lanka gewonnen werden, auch weil Malinga in der Vorrunde (5/52) und im Finale (5/56) gegen Pakistan jeweils 5 Wickets gelangen und er beides mal als Spieler des Spiels ausgezeichnet wurde. Daraufhin spielte er beim ICC World Twenty20 2014. Auch wenn ihm nicht die hohe Anzahl an Wickets gelang, waren seine präzisen Yorker unter anderem im Finale gegen Indien eine wichtige Komponente für den Gewinn der Weltmeisterschaft. Auch übernahm er für die letzten drei Spiele der Weltmeisterschaft die Rolle des Mannschaftskapitäns von Dinesh Chandimal, der auf Grund von einer zu langsamen Spielweise des Teams eine Sperre erhalten hatte. Nach dem Turnier wurde er zum festen Twenty20-Kapitän ernannt.
In den folgenden Monaten zog er sich eine Knöchelverletzung zu, die ihn zu einer Operation zwangen. Dies behinderte seine Vorbereitung für den Cricket World Cup 2015 und er wurde zunächst nur unter Vorbehalt dafür nominiert. Er konnte spielen und hatte zunächst einen guten Start in die Weltmeisterschaft, als er jeweils drei Wickets gegen Afghanistan und Bangladesch erzielte. Insgesamt erzielte er 11 Wickets in der Gruppenphase und war damit Sri Lankas bester Bowler. Im Viertelfinale lieferte er das einzige Wicket gegen Südafrika und Sri Lanka verlor das Spiel deutlich.

### Verletzungen und zweiter Double-Hattrick
Direkt vor dem nächsten World Twenty20 in Indien erlitt er erneut eine Verletzung im Knie, die seine Karriere gefährdete, und trat vom Amt des Kapitäns zurück. Dieses Mal konnte er sich nicht wieder rechtzeitig regenerieren und fehlte bei der Weltmeisterschaft. Weitere Verletzungen prägten in der Folge das Bild und er versuchte weiter durch Änderungen an seiner Technik sich anzupassen. So warf er zwischen den Weltmeisterschaften 2015 und 2019 nur 7 Bälle über 140 km/h, während dies zuvor regelmäßig der Fall war. Er reduzierte seine Spieltätigkeiten und konzentrierte sich häufig auf die lukrativen Einsätze in nationalen Twenty20-Ligen, aber auch dort waren seine Angriffe nicht mehr so erfolgreich wie in früheren Tagen. In der ICC Champions Trophy 2017 konnte er mit dem Team das Halbfinale erreichen und seine zwei Wickets gegen Indien und ein Wicket gegen Pakistan im Halbfinale waren häufig durch Mithilfe von seinen Gegnern geprägt.
Beim Asia Cup 2018 erzielte er in der Vorrunde gegen Bangladesch 4 Wickets für 23 Runs, was jedoch nicht zum Sieg ausreichte und damit dazu führte, dass Sri Lanka früh ausschied. Im Herbst 2018 gelang ihm im zweiten ODI auf der Tour gegen England noch einmal 5 Wickets für 44 Runs zu erzielen. Jedoch hatte er dabei nur noch eine durchschnittliche Geschwindigkeit von 118 km/h. Im Dezember 2018 wurde er vorübergehend wieder zum Kapitän der ODI- und Twenty20-Mannschaft berufen. Er wurde für den Cricket World Cup 2019 nominiert, aber seiner Kapitänsrolle wieder enthoben. Während seine Mannschaftskollegen beim Turnier enttäuschten, konnte er noch einmal 12 Wickets erzielen. Seine beste Leistung erzielte er dabei mit 4 Wickets für 43 Runs gegen Gastgeber und späteren Weltmeister England, die Sri Lanka so überraschend in der Vorrunde schlagen konnte.
Im September 2019 auf der Tour gegen Neuseeland wurde er als Kapitän des Teams für die Twenty20s benannt. Sri Lanka verlor die Serie in den beiden ersten Spielen, jedoch konnte er im dritten Twenty20 seine beste Bowling-Leistung im internationalen Twenty20 seiner Karriere erzielen. Ihm gelang abermals ein Double-Hattrick, also vier Wickets in vier Bällen, gegen die Top-Order der neuseeländischen Mannschaft und erzielte so insgesamt 5 Wickets für nur 6 Runs. Er war auch der erste Bowler der mit den Wickets auf der Tour die 100 internationalen Tenty20-Wickets erzielte. Er hatte ursprünglich seinen Rücktritt vom internationalen Cricket bei der Twenty20-Weltmeisterschaft 2020 geplant, den er jedoch schon vorzeitig aufgeschoben hatte, bevor das Turnier selbst verschoben wurde. Im April 2021 erklärte er dann endgültig seinen Rücktritt von allen Formen des Crickets.

## Nach der aktiven Karriere
Nach seinem Rücktritt arbeitete er Bowling-Coach, unter anderem für mehrere Teams der Indian Premier League.

## Spielstil
Malinga zeichnete sich durch seinen besonderen Bowling-Stil aus. Anders als die meisten anderen Spieler vollführte er eine Schleuderbewegung beim bowlen. Dabei lehnte er seinen Körper zur Seite und hat seinen Arm beim Abwurf rechtwinklig zum Rest des Körpers, während andere Spieler normalerweise oberhalb des Körpers den Ball bowlen. Hinzu kommt seine mit 1,72 m relativ geringen Körpergröße. Durch Biegen seines Knies erreichte er einen noch tieferen Abwurfpunkt. Ihm wurden daraufhin häufig vorgeworfen illegale Bowling-Bewegungen durchzuführen, denn nach den Regeln ist es untersagt den Arm bei der Bowlingbewegung zu strecken. Jedoch wurde seine Bewegung als Roundarm-Bowling kategorisiert, die nach den Regeln legal ist. Seine Spezialität waren sogenannte Yorker, also Bälle die mit hoher Geschwindigkeit auf die Füße des Batsman gebowlt werden. Dies machte er mit einer so hohen Präzision über seine Karriere hinweg, dass vielen Batter nur die Möglichkeit blieb die Bälle defensiv abzuwehren. Er war damit einer der besten ODI-Bowler, auch auf Grund der Anzahl der Wickets, der 2010er Jahre.